# Esches
Esches é uma comuna francesa na região administrativa de Altos da França, no departamento de Oise. Estende-se por uma área de 7,69 km². Em 2010 a comuna tinha 1 605 habitantes (densidade: 208,7 hab./km²).